# Thrash Massacre Records
Thrash Massacre Records ist ein 2008 gegründetes russisches Sublabel von Metalism Records. Es ist vor allem auf Thrash Metal spezialisiert.

## Veröffentlichungen (Auswahl)
| Gruppe           | Titel                        | Jahr | Kommentar              |
| ---------------- | ---------------------------- | ---- | ---------------------- |
| Death Mechanism  | Human Error .. Global Terror | 2008 |                        |
| Revenge          | From Hell                    | 2008 |                        |
| Mentally Defiled | The Thrash Brigade           | 2009 |                        |
| Arbitrator       | Peace by Force               | 2010 |                        |
| Trizna           | Out of Step                  | 2011 | Wiederveröffentlichung |
| Violent Omen     | Lunatic's Revenge            | 2011 |                        |